# Mitsubishi Paper Mills, Ltd.
Mitsubishi Paper Mills, Ltd (яп. 三菱製紙株式会社 Мицубиси Сэйси кабусики-гайся) — одно из подразделений Mitsubishi Group, японский производитель бумаги и фоточувствительных материалов. Основана в 1898 году как «Kobe Paper Mills, Co.», в 1917 году переименована в «Mitsubishi Paper Mills, Ltd».
Компания производит бумагу для разнообразной печатной продукции, такой как этикетки, фотоальбомы, поздравительные открытки, рекламные брошюры, постеры и т. п.

## Дочерние компании и представительства
По состоянию на 2012 год компания имела 36 дочерних компании и была аффилирована с 12-ю компаниями.
- European Mitsubishi Paper Group — дочерняя компания, основана в немецком городе Дюссельдорфе в 1989 году.